# Dérivation de Mardyck
La Dérivation de Mardyck, appelé également Nouveau canal de Mardyck, est un canal français, situé dans le département du Nord.
La dérivation permet d'assurer la liaison entre le Canal de Bourbourg et le bassin de Mardyck dans le Grand port maritime de Dunkerque. Elle fait partie de la liaison Dunkerque-Escaut.

## Histoire
Lors de la Guerre de Trente Ans, l'armée espagnole bâti un camp retranché à l'approche de l'armée française : elle construit les forts de Lynck et de Coppenaxfort en 1644 et creuse fossé défensif rectiligne, construit en même temps, qui va de Bourbourg à Coppenaxfort puis rejoint Grande-Synthe et Petite-Synthe et un autre fossé qui va des deux Synthes à Mardyck,.

## Deux canaux
Ce canal ne doit pas être confondu avec le vieux canal de Mardyck, traversant Dunkerque et Saint-Pol-sur-Mer, possédant trois écluses et reliant le canal de Bourbourg, le canal de Furnes et le canal de Bergues à la mer.